# Circo romano di Nicomedia
Il circo romano di Nicomedia in Bitinia (l'attuale İzmit), fu un'antica struttura collegata alla vicina residenza imperiale, presso la quale risiedette Diocleziano a partire dalla fine del III secolo (dal 293-294), durante il periodo tetrarchico. Diocleziano era stato nel 284 elevato alla porpora imperiale proprio a Nicomedia.

## Storia

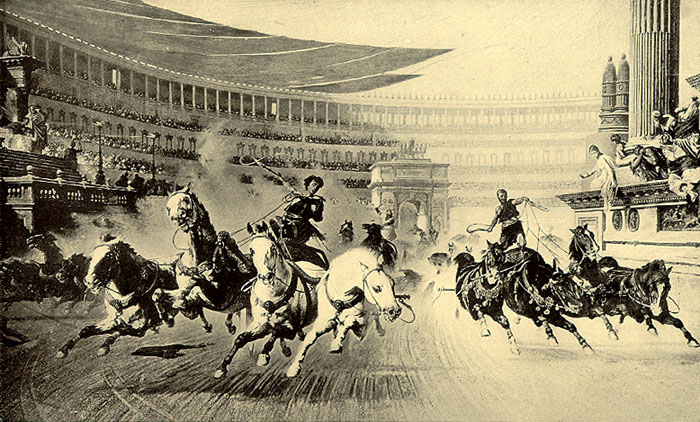
Veduta immaginaria di uno spettacolo ludico all'interno di un circo dell'antica Roma.

Il circo venne inaugurato un anno dopo i vicennalia di regno di Diocleziano (festeggiati il 20 novembre del 304), come ci racconta anche lo stesso Lattanzio::
(Lattanzio. De mortibus persecutorum, XVII, 4.)
Il circo subì dei danni nel 358, a causa di un terremoto che distrusse parte delle strutture, ma poco dopo fu riparato al tempo dell'imperatore Flavio Claudio Giuliano. Della struttura si conosce ben poco, poiché al momento non sono state condotte adeguate campagne di scavo archeologiche sull'antico sito.